# Regiunile Guyanei

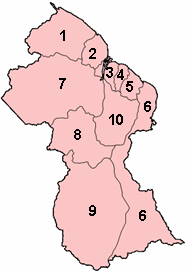
Regiunile Guyanei pe numere

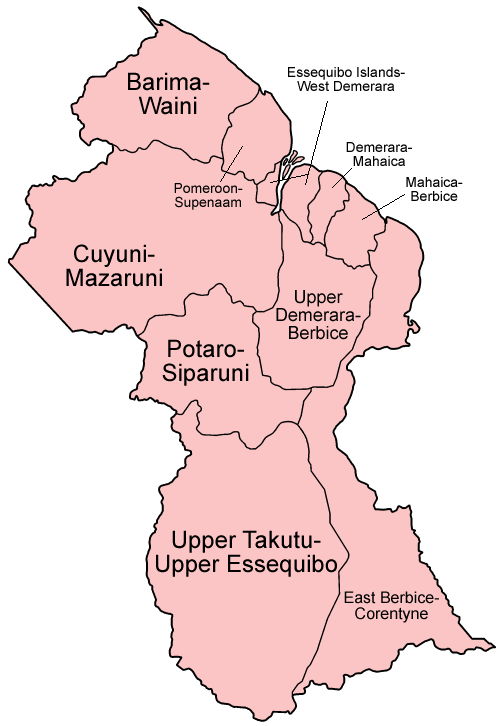
Regiunile Guyanei pe nume

Guyana e împărțită în 10 regiuni:
| Nr. | Regiune                         | Suprafață (km²) | Pop. (2012) | Pop. pe km² | Capitală        |
| --- | ------------------------------- | --------------- | ----------- | ----------- | --------------- |
| 1   | Barima-Waini                    | 20.339          | 26.941      | 1,3         | Mabaruma        |
| 2   | Pomeroon-Supenaam               | 6.195           | 46.810      | 7,6         | Anna Regina     |
| 3   | Essequibo Islands-West Demerara | 3.755           | 107.416     | 28,6        | Vreed en Hoop   |
| 4   | Demerara-Mahaica                | 2.232           | 313.429     | 140,4       | Georgetown      |
| 5   | Mahaica-Berbice                 | 4.190           | 49.723      | 11,9        | Fort Wellington |
| 6   | East Berbice-Corentyne          | 36.234          | 109.431     | 3,0         | New Amsterdam   |
| 7   | Cuyuni-Mazaruni                 | 47.213          | 20.280      | 0,4         | Bartica         |
| 8   | Potaro-Siparuni                 | 20.051          | 10.190      | 0,5         | Mahdia          |
| 9   | Upper Takutu-Upper Essequibo    | 57.750          | 24.212      | 0,4         | Lethem          |
| 10  | Upper Demerara-Berbice          | 17.040          | 39.452      | 2,3         | Linden          |
|     | Guyana                          | 214.999         | 747.884     | 3,5         | Georgetown      |

Fiecare regiune este administrată de un Consiliu Democratic Regional care este condus de un Președinte. Regiunile sunt împărțite în Consilii de Vecinătate, cunoscute drept Consilii Democratice de Vecinătate.